# Radio Fribourg
 (octobre 2022).
Radio Fribourg, appelée également RadioFr. depuis 2008 est une radio locale privée, disponible en ondes FM et DAB+ aux alentours du canton de Fribourg, en Suisse.

## Fréquences

### FM
- 88.4 : Estavayer-le-Lac
- 89.4 : Canton de Fribourg
- 92.9 : Givisiez / Granges-Paccot
- 94.2 : District de la Veveyse / Châtel-Saint-Denis
- 95.0 : Charmey et environs
- 106.0 : Payerne
- 106.1 : Ville de Fribourg

### Câble
- 90.85 : Cablecom Fribourg
- 90.85 : netplusFR
- 107.05 : Cablecom District de la Broye

### DAB+
Depuis le 16 avril 2014, Radio Fribourg est diffusée en Suisse en qualité numérique sur les postes compatibles.

### Internet
Différentes technologies peuvent permettre aux auditeurs d'écouter cette radio en streaming ou en podcast.